# 地下核試驗

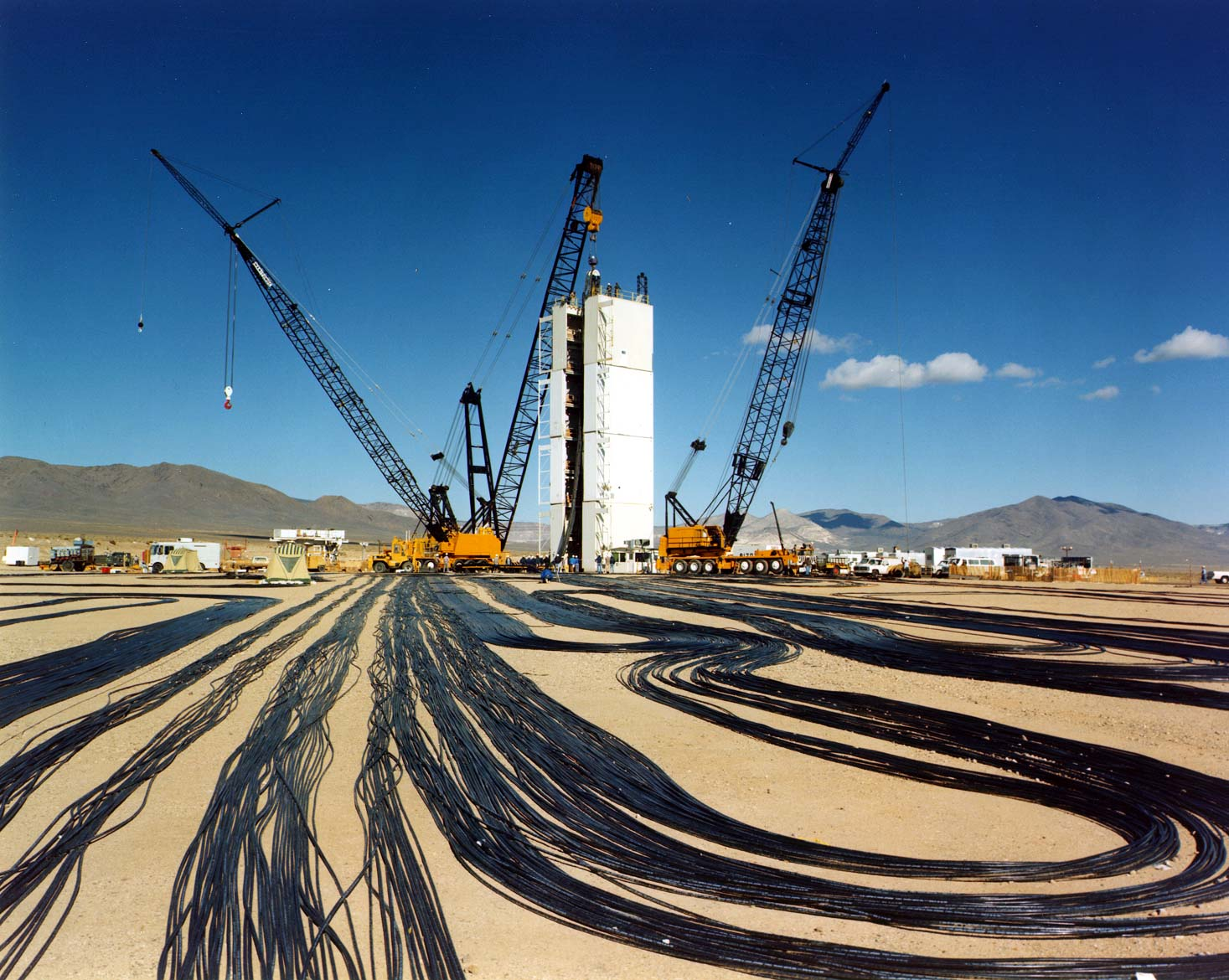
1990年代，在內華達試驗場為地下核試驗做準備，當時正在安裝診斷電纜。

地下核試驗是地下進行的核武器試爆。當試爆裝置都在足夠深的地方時，核爆炸便可被控制，不會釋放放射性物質到大氣。
地下核試驗所產生的極端的熱和壓力會導致周邊岩石發生變化。最接近試爆地點的岩石會汽化，形成空洞。遠一些的地方有粉碎，破裂，變形，等不同破壞程度的區域。爆炸後，空洞上方的岩石可能會坍塌，形成一條向上的通道。如果這通道到達地面，可能會形成一個碗形下陷坑。
第一次地下核試驗始於1951年，隨後的試驗所提供的資料最終導致在1963年《部分禁止核試驗條約》的簽署，該條約禁止了除在地下外的一切核武器試驗。從那時起直到1996年《全面禁止核試驗條約》的簽署，大部分核試驗都在地下進行，以避免放射性落塵進入大氣。

## 背景
儘管在1950年代初期公眾對核試驗的放射性落塵越來越關注，放射性落塵是在1945年的第一次試爆原子彈(三位一體)後發現。攝影膠卷的製造商後來報告「膠片起霧」(膠卷起霧)，這可以追溯到來自印第安納州作物的攝影膠卷包裝物料，作物被三位一體核試驗和之後在內華達試驗場的核試驗所污染，內華達試驗場與印第安納州相距超過1600公里遠。 1953年的Simon核試驗所產生的大量放射性落塵遠及紐約雅賓利，已被紀錄在案。
1954年3月在太平洋的Bravo核試驗產生的放射性落塵對「科學、政治和社會上持續影響長達40年」。高爆炸當量核彈的核試驗導致放射性落塵在朗格里克環礁和朗格拉普環礁，以及日本一艘遠洋鮪魚漁船第五福龍丸上出現。在這次核試驗之前，人們對放射性落塵的危險性「沒有充分」了解。
這場核試驗成為了國際事件。在公共廣播電視公司(PBS)的採訪中，歷史學家Martha Smith爭論着「在日本，這不僅是對政府及美國的抗議，而且是日本所有不同群體和不同的人都開始抗議，這成為一個巨大的問題。它在媒體中演變成巨大的問題。毫無疑問，日本漁民、漁民的妻子的各類型信件和抗議接踵而來，也有學生團體，所有不同類型的人，抗議美國利用太平洋進行核試驗。他們對此非常關注，為什麼美國有在太平洋上進行這些測試的權利。他們也非常關注(這場核試驗)對健康和環境的影響。」印度總理呼籲在世界範圍內消除所有核試驗時「表達了國際社會的高度關注」。
關於放射性落塵及其影響的知識越來越多，隨之而來的是放射性落塵對生態系統的影響和基因突變的關注。在1955年5月，美國、英國、加拿大、法國和蘇聯就終止核試驗的國際協議進行會談。在1963年8月5日，美國、英國、蘇聯代表簽署《部分禁止核試驗條約》，禁止在大氣層、太空和水下進行核武器試驗。允許地下核試驗的決定促成了協議的達成。地下核試驗被准許，前提是它不導致「放射性碎片存在於其管轄或控制此類爆炸的國家的領土範圍之外」。

## 地下核試驗的早期歷史
在對1946年十字路口行動中的水下起爆核彈進行分析後，關於高當量核彈在地下進行核試驗可能具有的軍事價值進行了調查。美國參謀長聯席會議因此取得美國原子能委員會的准許，對在地面和地下起爆核彈進行實驗。阿姆奇特卡島在1950年最初被選為這些核試驗的地點，但隨後被認為不適合，這些核試驗移至內華達試驗場。

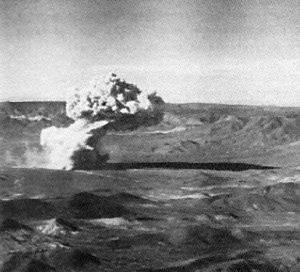
剋星-爭吵行動 Uncle，第一次地下核試驗

第一次地下核試驗在1951年11月29日內華達試驗場進行，名稱為Uncle(剋星-爭吵行動的核試驗之一)，爆炸當量為1.2 千噸，於地下5.2米引爆。這次核試驗是對23千噸透地槍式核分裂武器的影響進行的縮小版調查，透地槍式核分裂武器當時被考慮用於製作碉堡剋星。爆炸導致蘑菇雲上升到3500米，放射性落塵沉積於北部和東北偏北地區。彈坑被炸至79米寬，16米深。

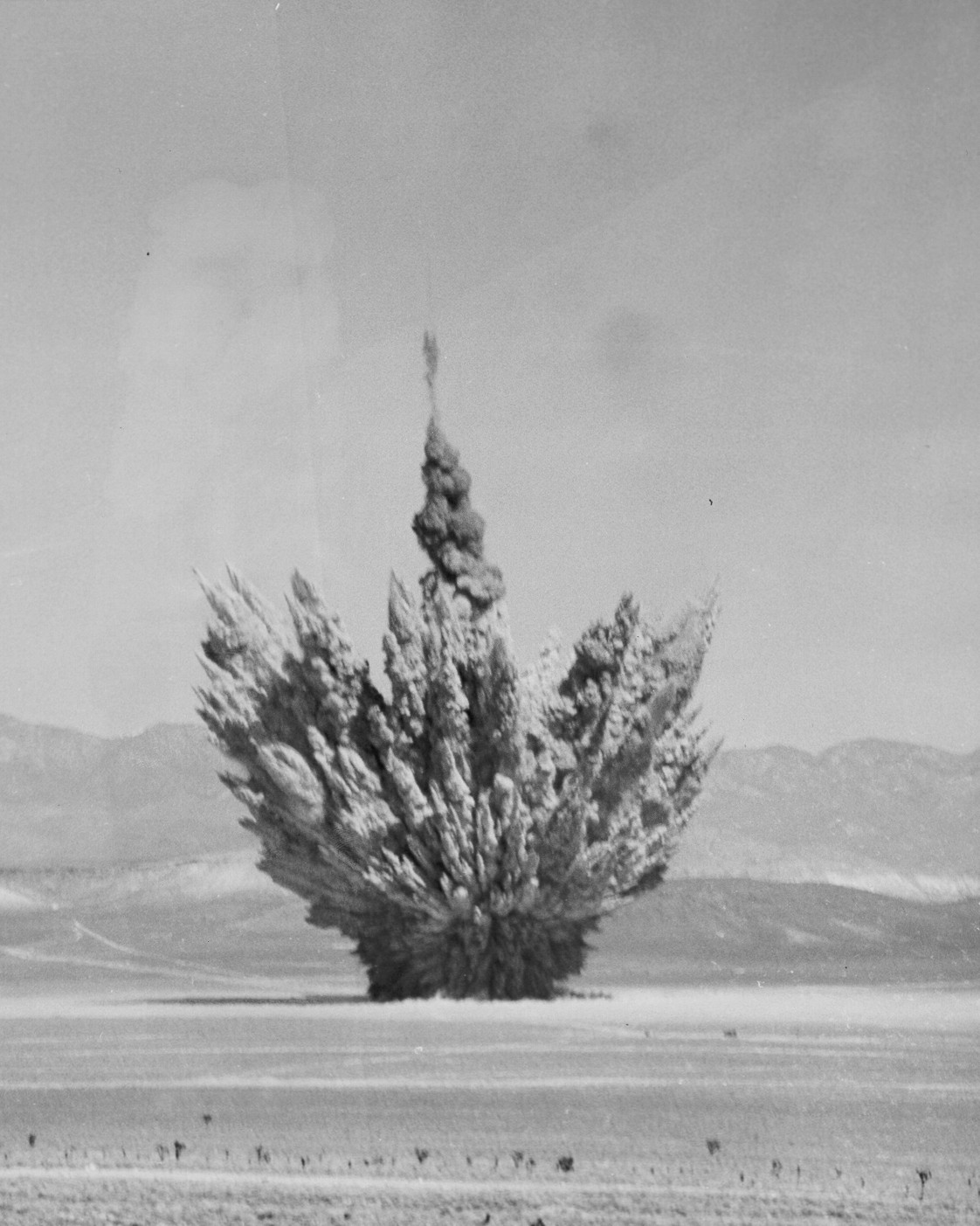
Teapot Ess

下一次的地下核試驗是在1995年3月23日的Teapot Ess。是一千噸核子爆破武器(英語: Atomic demolition munition)的爆炸試驗。它在地下20.4米，在有波紋鋼的豎井中引爆，然後用沙袋和泥土回填。因為它被埋在地下，爆炸揚起數噸的泥土，形成一個91米寬，39米深的坑。其導致的蘑菇雲升至3700米高，放射性落塵向東漂移，漂至225公里遠。
1957年7月26日，鉛錘行動-Pascal-A在 148 m (486 ft)豎井底部引爆。根據其中一個描述，「用華麗的煙火-羅馬蠟燭迎來了地下核試驗的時代!」與在地面進行核試驗相比，釋放至大氣的放射性碎片減少了十倍。理論工作在可能的遏制方案上開始。

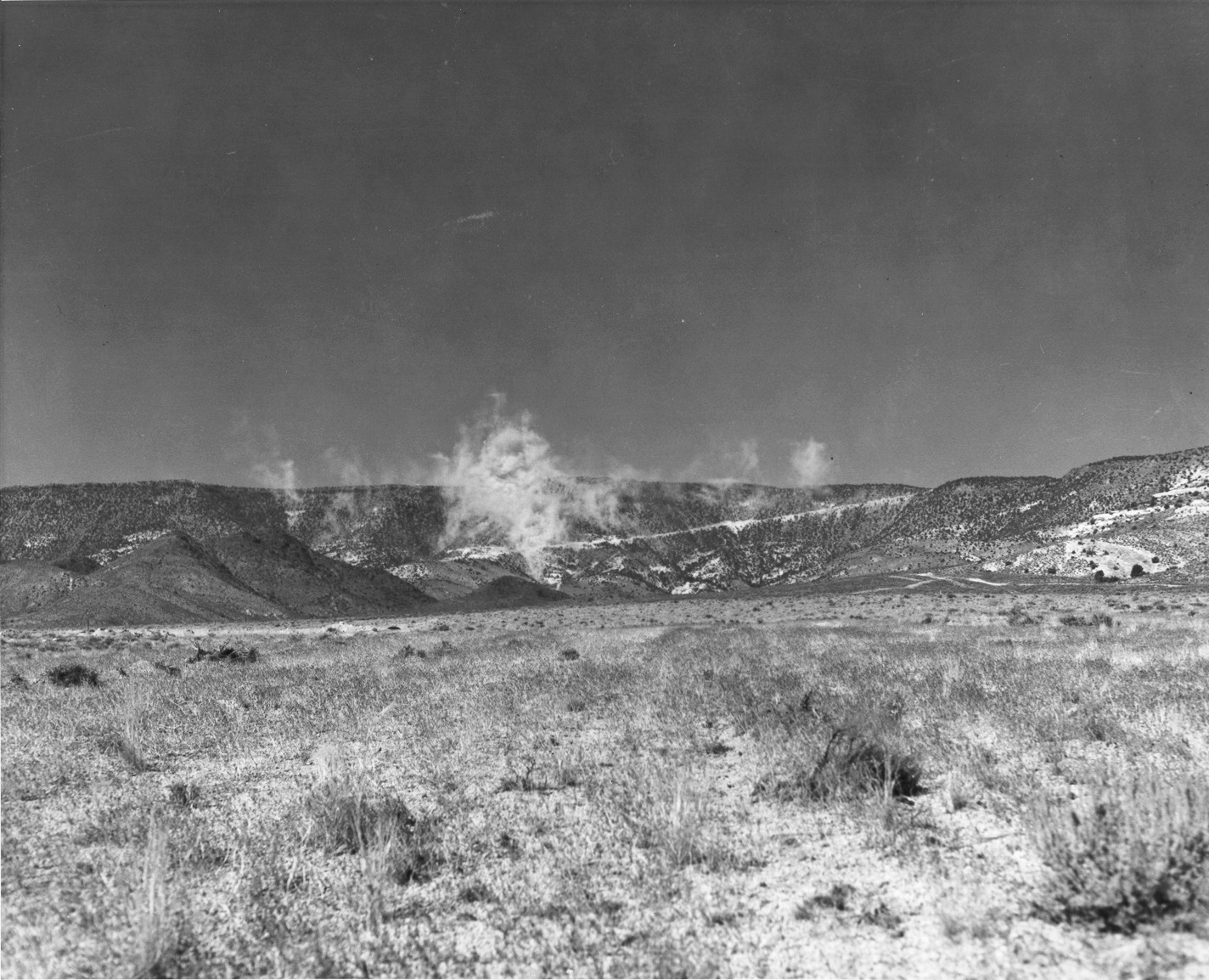
鉛錘行動-Rainier起爆揚起的塵

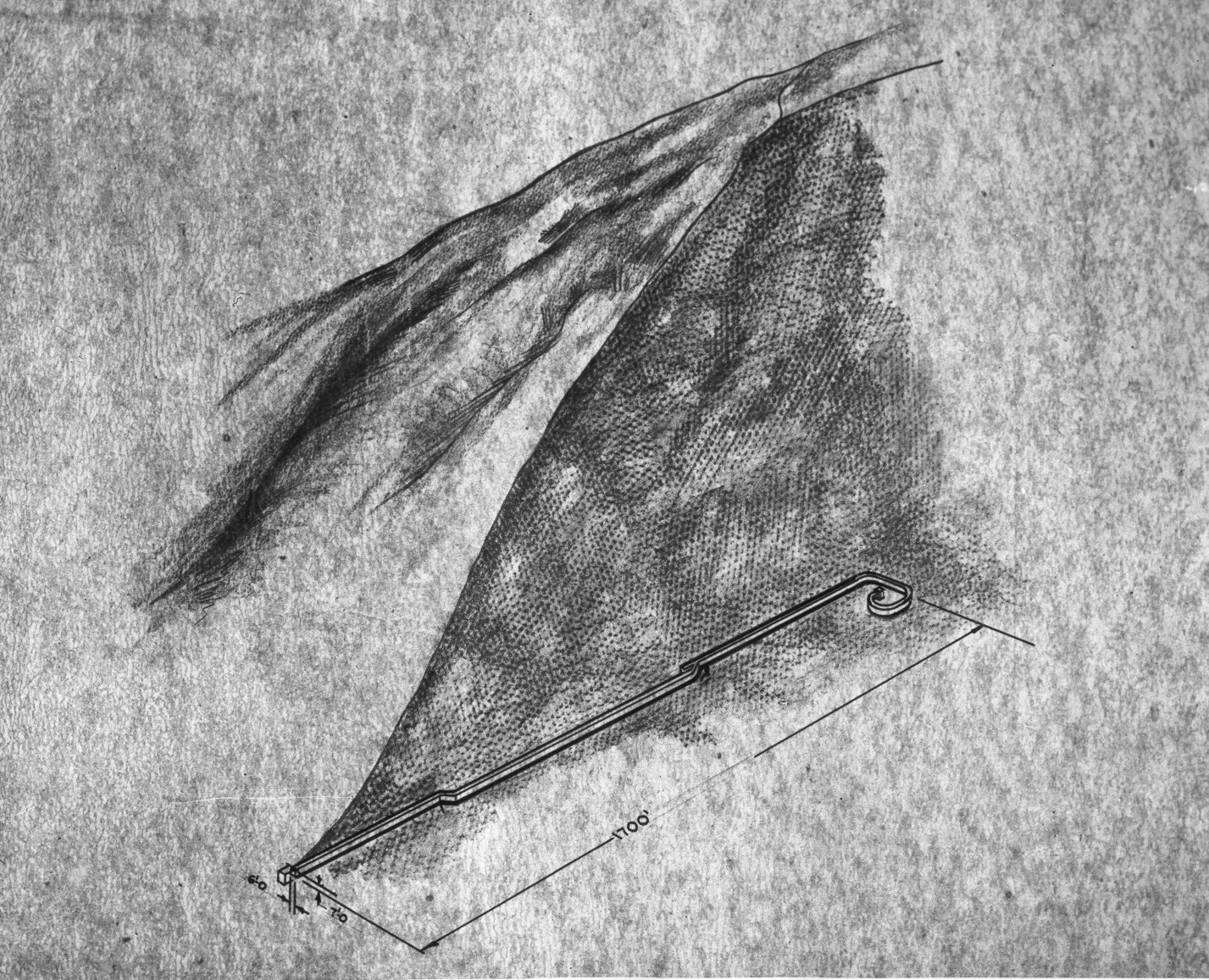
鉛錘行動-Rainier管道的佈局l

鉛錘行動-Rainier於1957年9月19日，地下274米起爆。1.7千噸的爆炸被地下完全屏蔽，並沒有產生放射性落塵。核試驗於地下488米-610米(1,600-2,000 ft)的勾形水平管道中進行。勾形管道設計旨在氣體和裂變碎片可以圍繞隧道勾形的曲線排出之前，最接近起爆地點的非曲形部分封閉爆炸力。該次核試驗將成為更大、更大威力核試驗的原型。Rainier在核試驗前宣布，所以地震台站可以嘗試記錄信號。分析在核試驗中收集到的數據，使科學家能加深對地下核試驗的理解。這些地下核試驗的資料為隨後同意簽署《部分禁止核試驗條約》的決定提供基礎。
Cannikin是最後在阿姆奇特卡島進行的核試驗，在1971年11月6日進行，爆炸當量約為500萬噸，是美國歷史上最大的地下核試驗。

## 影響

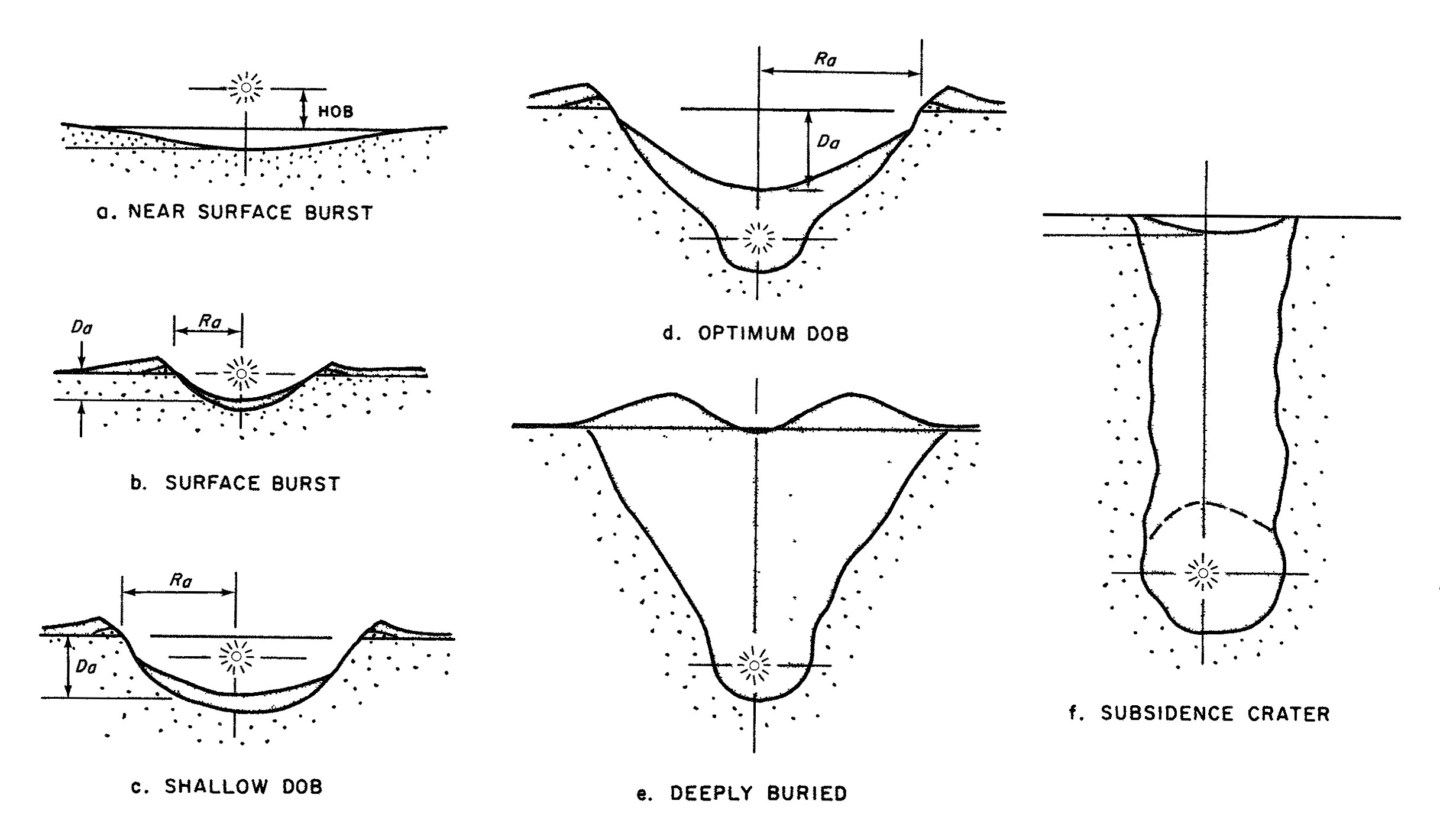
不同起爆深度而形成的坑的相對大小和形狀

地下核試驗的影響可能會因爆炸深度、核武器當量、以及四周岩石的性質等因素而有所不同。如果核試驗於足夠深的地方進行，這次試驗會被稱為被屏蔽，沒有泄漏氣體和污染物至環境。相反，如果核試驗在不足夠深的地方進行，岩石可能因爆炸而噴出，形成下沉坑，並釋放高壓氣體至大氣(形成的坑的外形通常是圓錐形，圓形，其直徑和深度介乎幾十到幾百米)。用於決定核試驗應在多深進行的數值是埋藏密封深度(英語:scaled depth of burial, SDOB)，以米為單位。這數值使用千噸爆炸當量的立方根計算其埋藏深度。據估計，為了確保核試驗有足夠的屏蔽，這個數值應大於100。
| 名稱         | 半徑             |
| ------------ | ---------------- |
| 熔洞         | 4–12 m/kt1/3     |
| 破碎帶       | 30–40 m/kt1/3    |
| 破裂帶       | 80–120 m/kt1/3   |
| 不可逆應變帶 | 800–1100 m/kt1/3 |

核爆炸的能量在1微秒內釋放出來。在隨後的幾微秒，其自身和四周岩石在數百萬度和數百萬倍的大氣壓下被汽化。在幾毫秒內，形成高壓氣體和蒸氣氣泡。熱和向外擴展的衝擊波使四周岩石汽化，較遠的岩石會熔化，形成熔洞(英語:melt cavity)。衝擊波包含大量動能和高壓導致此熔洞向外擴展，持續十分之幾秒，直至壓力下降至和上方的岩石的重量大致相同時，便不能再增長。雖然不能觀察每場爆炸，但四個不同的區域(包括熔洞)會用於形容四周岩石。破碎帶，大約是熔洞半徑的2倍，這區域的岩石破碎，失去了它們原本的完整性。破裂帶，大約是熔洞半徑的3倍，這區域的岩石有放射狀(指向外擴展)裂縫。最後，是不可逆應變帶，這區域的岩石因壓力變形。其後的岩石只發生彈性變形，形變和隨後的釋放形成地震波。數秒後，熔化的岩石會在熔洞底部聚集，熔洞的內容物開始冷卻。衝擊波之後的反彈導致壓縮力在熔洞周圍積聚，這被稱為壓力抑制籠(英語:stress containment cage)，封住裂縫。

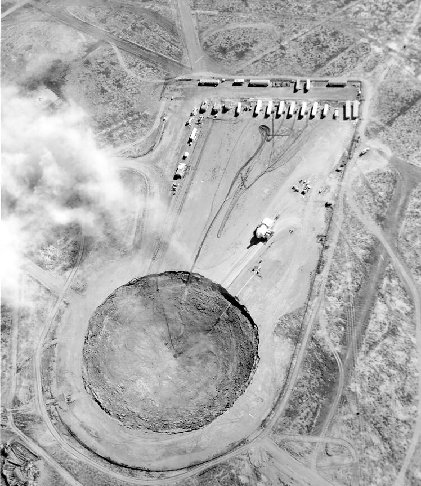
Huron King 所形成的下陷坑

數分鐘至數日後，一旦熱消散得足夠多，蒸汽凝結，熔洞內的壓力降至不足以承受外界壓力時，上方的岩石便會坍塌，掉入熔洞。這種情況取決於十分多的因素，包括核武器當量、埋藏方式等，坍塌也可能會延續至地面，形成下陷坑。大多數的下陷坑呈碗形，下陷坑的直徑介乎幾十米至大於一公里。在內華達試驗場，95%的核試驗在其埋藏密封深度少於150米的地底下進行，導致地面下陷，而在埋藏密封深度不到180米的情況下進行的核試驗約有一半。熔洞的半徑r(以ft為單位)與核武器爆炸當量y(以kt為單位)的立方根是成正比的，如r = 55 * {\displaystyle {\sqrt[{3}]{y}}}，一個爆炸當量為8kt的核武器爆炸會產生一個半徑為34米的熔洞。

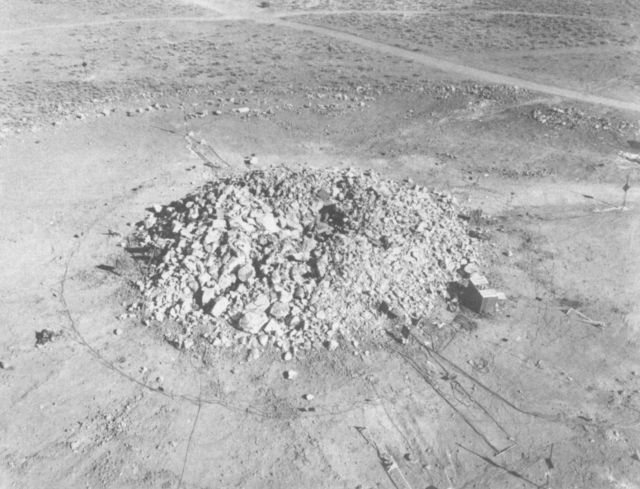
Whetstone Sulky 形成的沙石堆

其他對地面的影響包括壓力脊，斷層，水的流動(包括地下水位的改變)，岩崩和坍塌等。熔洞中大部分氣體是由蒸汽組成，其體積因溫度下降和凝結而急劇減少。但那裹也有其他氣體，主要是二氧化碳和氫氣，它們不會凝結並保持在氣態。二氧化碳是由碳酸鹽的熱分解所產生，氫氣是核裝置及周邊設備的鐵和其他金屬反應產生的。在評估測試場地時，必須考慮土壤中碳酸鹽和水的含量和鐵的量。在常溫常壓下不凝結的氣體可能會留在土壤的孔隙中，大量的上述氣體可保持足夠的壓力並將裂變產物帶到地面。

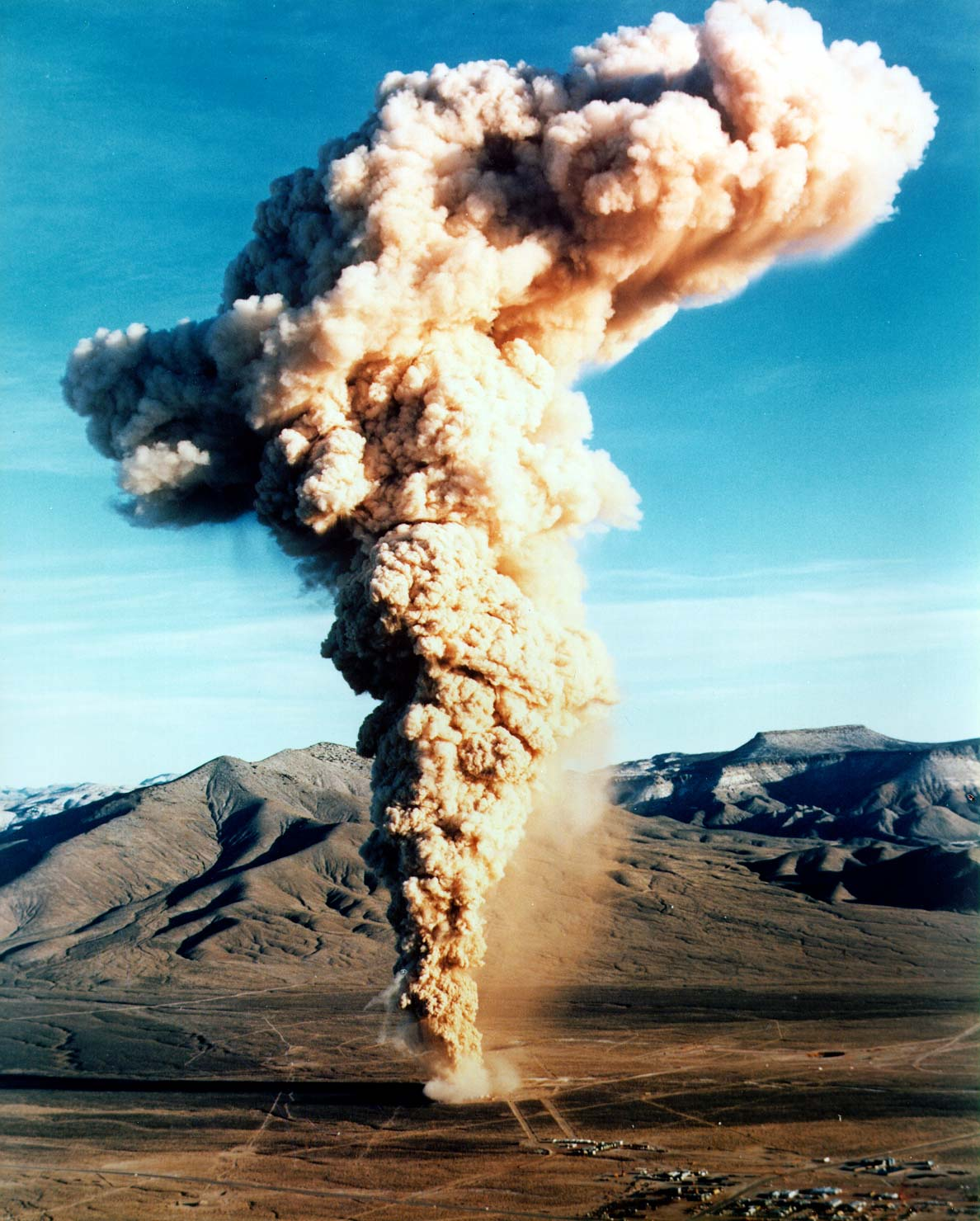
Baneberry核試驗導致的放射性物質洩漏

放射性物質從熔洞中洩漏被稱為阻圍失敗(英語:containment failure)。因蒸汽或氣體的壓力導致的迅時大量、不可控的裂變產物洩漏被稱為外洩(英語:venting)，如Baneberry核試驗。緩慢、低壓不可控的放射性物質洩漏被稱為滲漏(英語:seeps)，這洩漏幾乎沒有能量，不可見，需要儀器才能探測到。延時滲漏(英語:Late-time seeps)是不凝結氣體在試爆後數日或數周洩漏，通過泥土的孔隙和裂縫進行擴散，這可能與大氣壓力的下降有關。當測試管道需要被訪問/進入時，管道中氣體被過濾，被空氣稀釋並釋放至大氣時，風會將它們吹散到人煙稀少的地區。在測試的操作方面導致的小劑量洩漏被稱為運行外洩(英語:operational releases)，它們可能在核試驗後鑽探至爆炸地點進行岩石取樣或進行爆炸氣體取樣期間洩漏。放射性同位素的成分因釋放方式而異，大量、迅時的外洩會釋放出很大一部分（高達 10%）的裂變產物，而延時滲漏只包含最易揮發的氣體。土壤吸收活潑的化合物，所以唯一通過土壤過濾進入大氣的核素是貴氣體，主要是氪-85和氙-133。
釋放的核素可進行生物累積。放射性同位素如碘-131、鍶-90、銫-137會被濃縮在放牧牛隻的牛奶中，所以牛奶是一個十分方便、靈敏的放射性落塵指示器。可以分析在動物的軟組織中的伽馬發射體，分析骨骼、肝藏中的鍶和鈈，分析血液、尿液和軟組織中的氚(氫的一種同位素)。
雖然早期公眾擔心地下核試驗會導致地震，但沒有證據表明會發生這種狀況。但地面的斷層運動和出現裂縫曾有發生，爆炸通常在一系列餘震之前發生，被認為是熔洞坍塌所造成的。在少數情況下，斷層運動釋出的地震能量超過其核試驗自身。

## 國際條約
1963年8月5日，美國、蘇聯、英國代表在莫斯科簽署《部分禁止核試驗條約》，該條約禁止在大氣層、太空和水下進行核武器試驗。108國簽署此條約，但中華人民共和國和法国未簽署該協議。
1974年，美國和蘇聯簽署《限制地下核武器試驗條約(英語: Treaty on the Limitation of Underground Nuclear Weapon Tests), 或稱地下核試爆限制條約(英語: Threshold Test Ban Treaty)》，該條約禁止進行爆炸當量高於150千噸的地下核試驗。到1990年代，監察和檢測地下核試驗的技術已經成熟，有很大的機會可以檢測到1千噸或以上的核試驗，至1996年，在聯合國的支持下，各國開始商討全面禁止核試驗。在1996年，美國、俄羅斯、英國、法國、中華人民共和國簽署《全面禁止核試驗條約》。

## 監測
在1940年代後期，美國開始發展利用空氣樣本來檢測大氣核試驗的能力，這糸統能夠檢測到蘇聯在1949年的第一次核試驗。在接下來的十年中，這糸統也改進了，建立了地震監測站網絡來檢測地下核試驗。1970年代中期，因《限制地下核武器試驗條約》在核試驗上的限制，使人們更好地瞭解爆炸產量與其產生的地震強度之間的關係。

## 照片

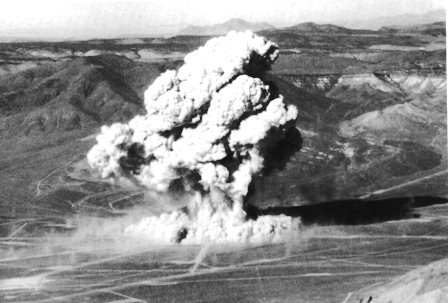
剋星-爭吵行動-Uncle
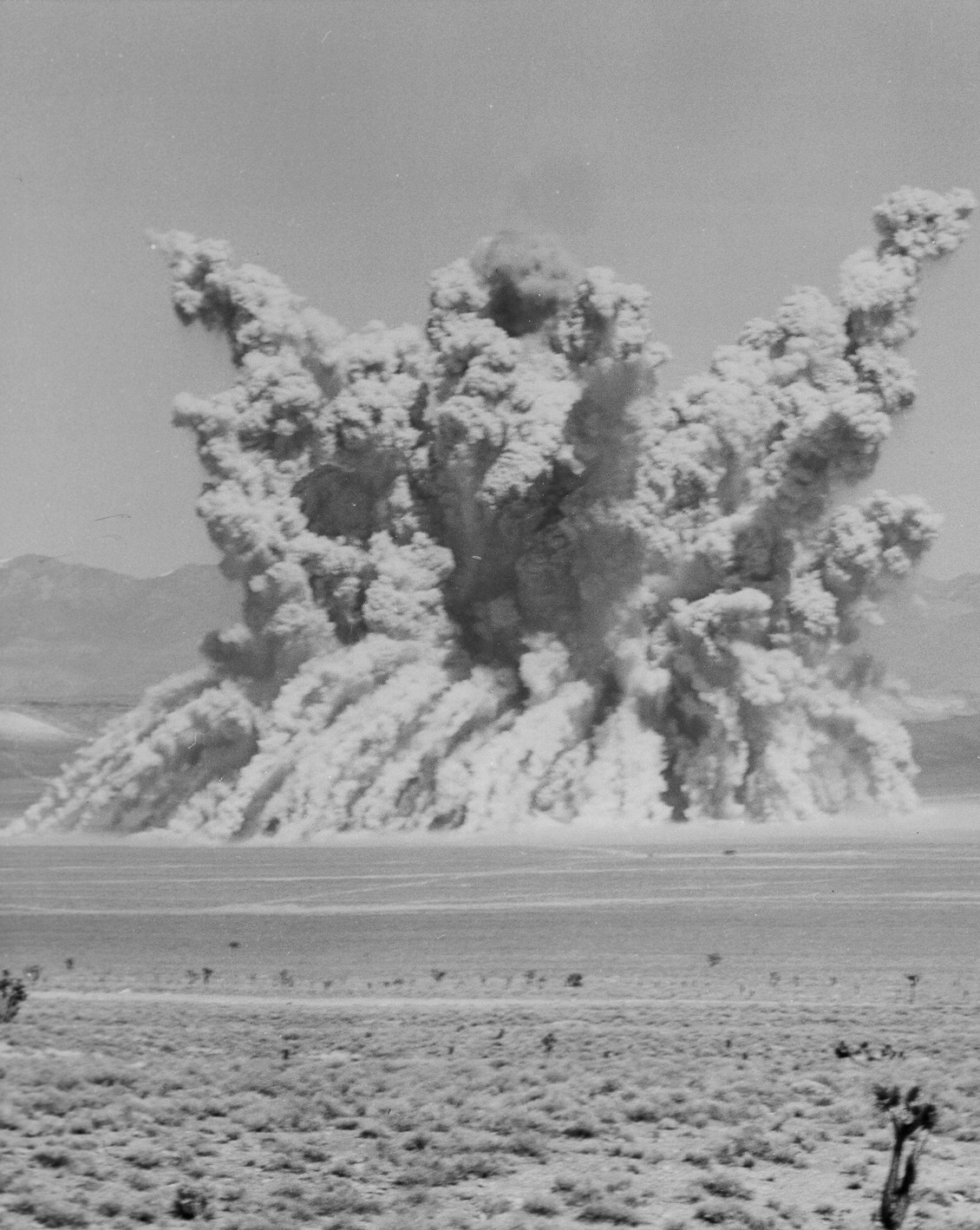
Teapot Ess
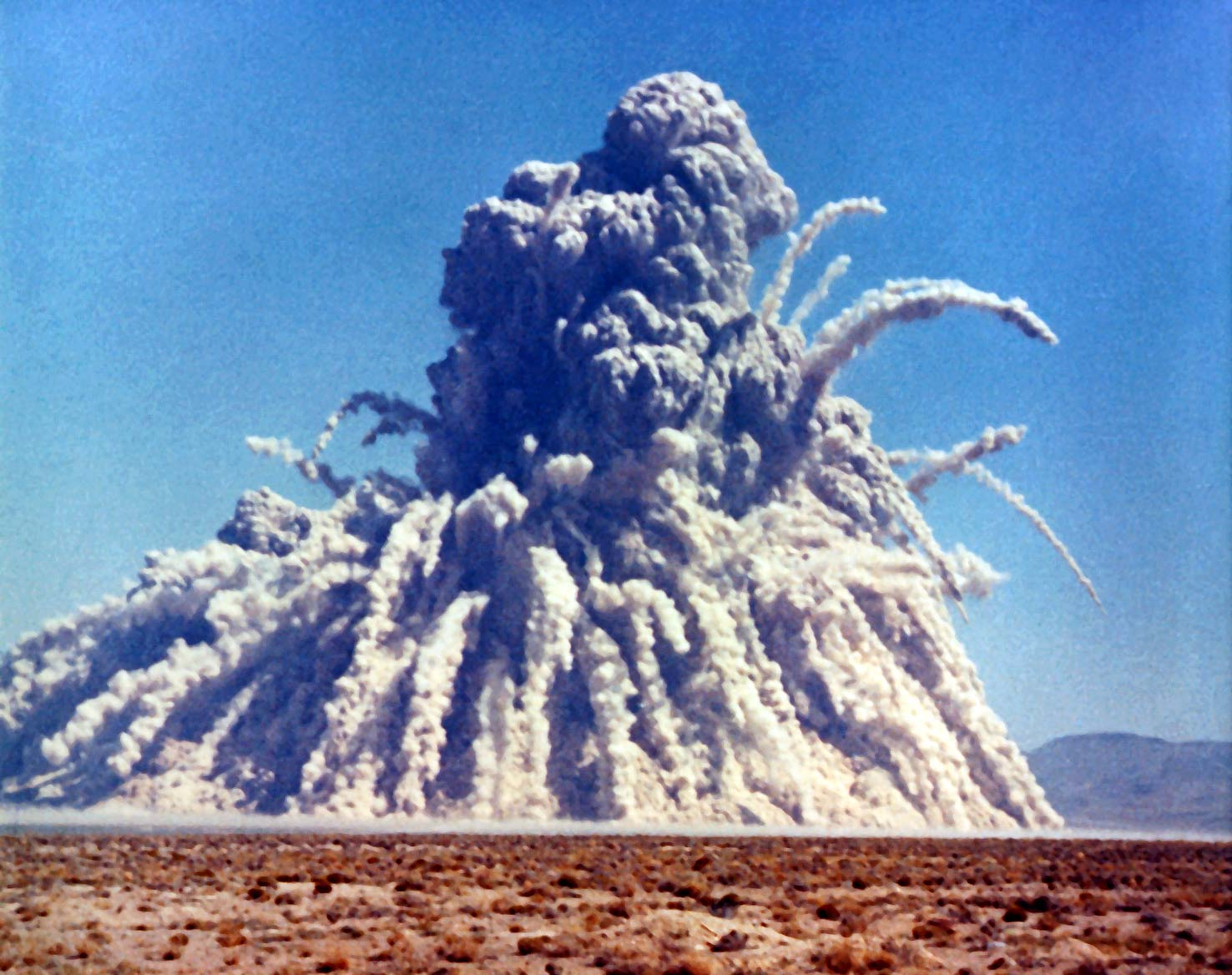
Sedan
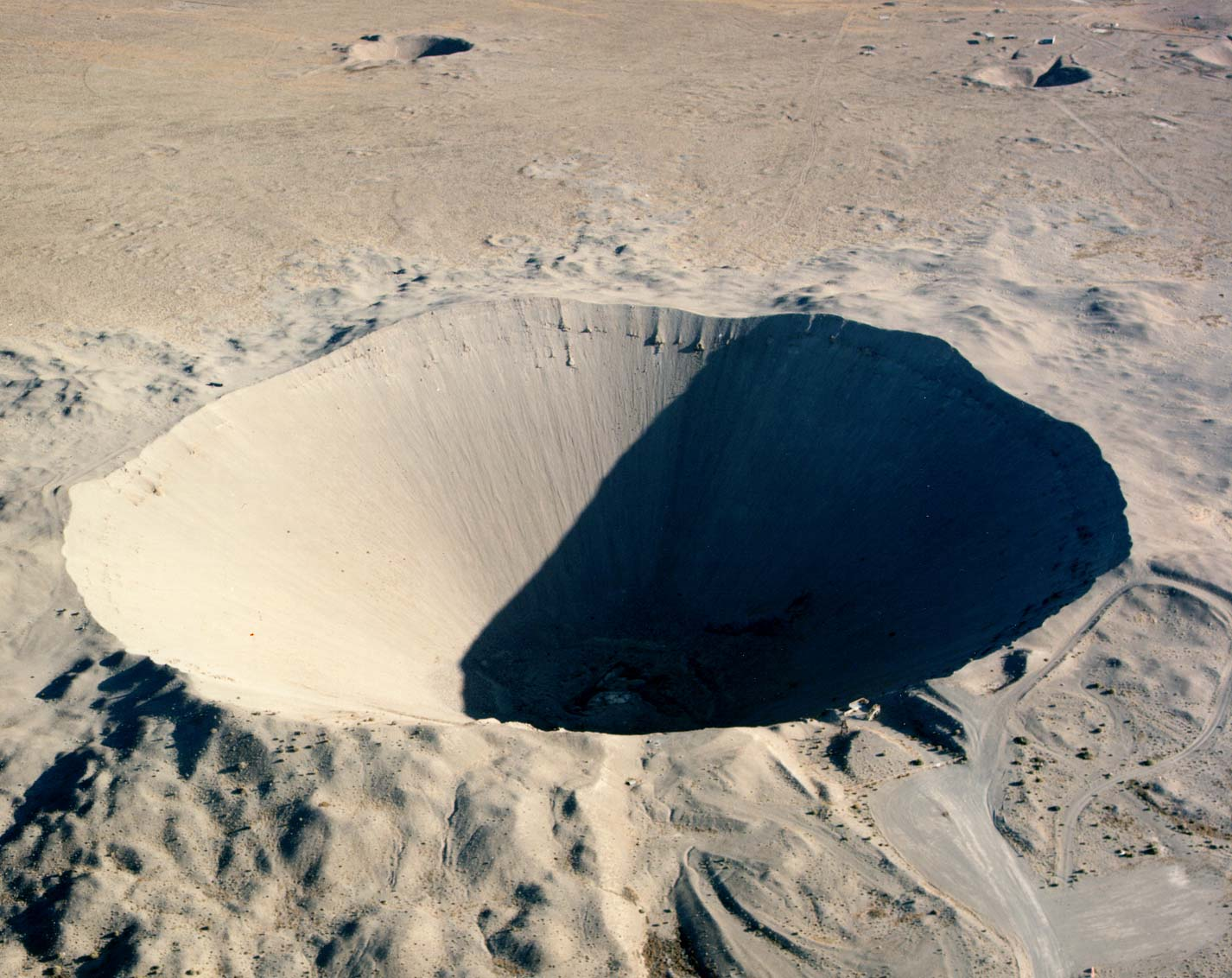
薩當彈坑
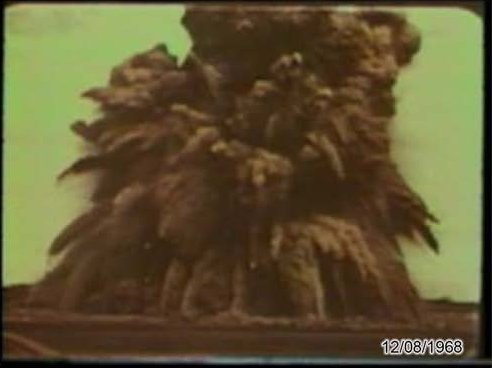
Bowline Schooner
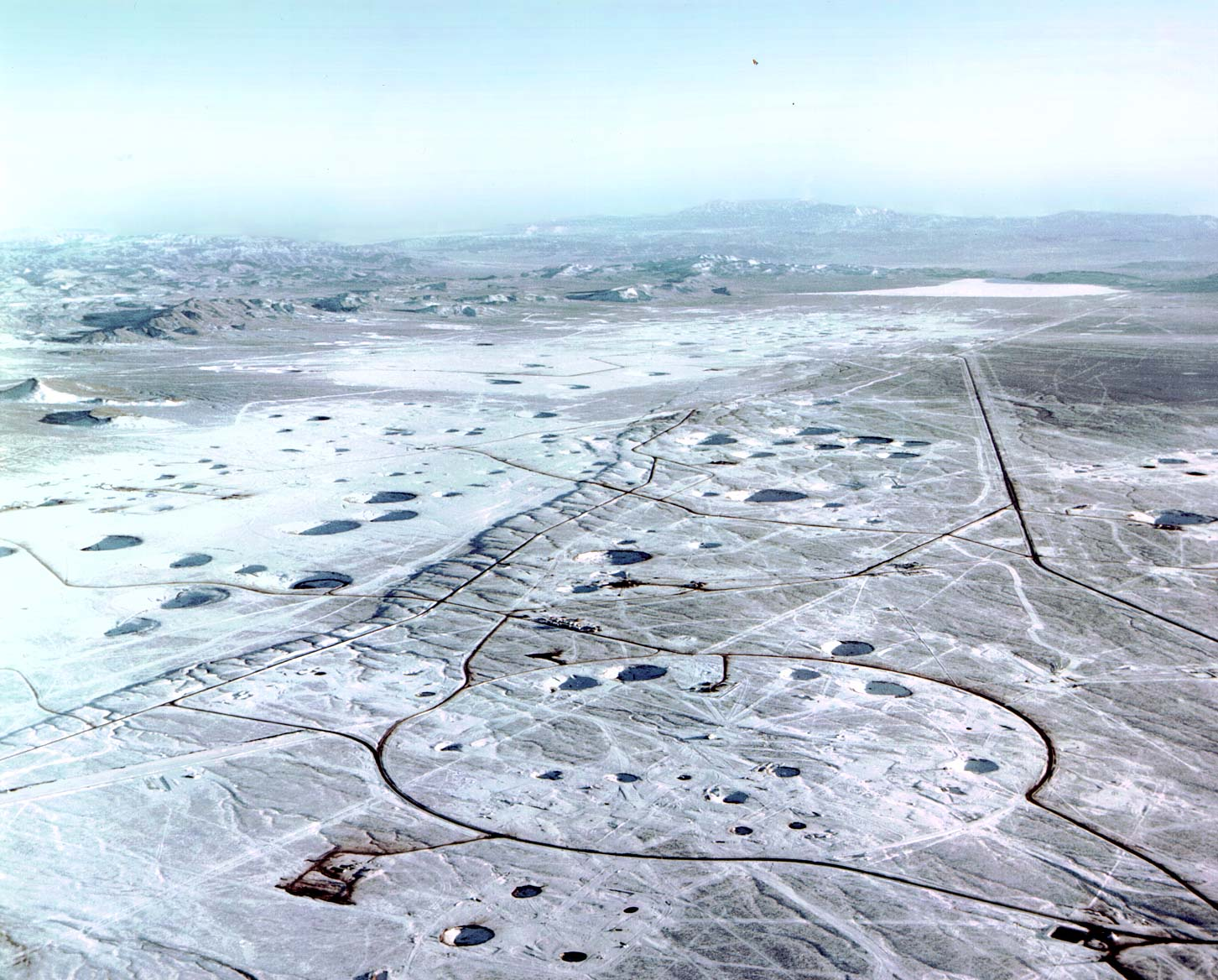
內華達試驗場的下陷坑